# أنطونيو باربوسا دي ميلو
أنطونيو باربوسا دي ميلو هو سياسي برتغالي، ولد في 2 نوفمبر 1932 في Lagares (Penafiel) ‏ في البرتغال، وتوفي في 7 سبتمبر 2016 في قلمرية في البرتغال. نشط حزبياً في الحزب الديمقراطي الاجتماعي. وقد انتخب President of the Assembly of the Republic ‏ (7 نوفمبر 1991 – 26 أكتوبر 1995) وانتخب عضو مجلس الجمهورية ‏ عن دائرة Coimbra (Assembly of the Republic constituency) ‏ وقد انضم خلال فترته النيابية ‏ للكتلة البرلمانية الحزب الديمقراطي الاجتماعي وفي 1975 Portuguese Constituent Assembly election ‏، انتخب نائب في الجمعية التأسيسية ‏ عن دائرة Coimbra (Assembly of the Republic constituency) ‏ وقد انضم خلال فترته النيابية للكتلة البرلمانية الحزب الديمقراطي الاجتماعي.